# Gravel Ridge
Gravel Ridge és una concentració de població designada pel cens dels Estats Units a l'estat d'Arkansas. Segons el cens del 2000 tenia 3.232 habitants.

## Demografia
Segons el cens del 2000, Gravel Ridge tenia 3.232 habitants, 1.275 habitatges, i 887 famílies. La densitat de població era de 660,3 habitants/km².
Dels 1.275 habitatges en un 36,2% hi vivien nens de menys de 18 anys, en un 52,7% hi vivien parelles casades, en un 13,7% dones solteres, i en un 30,4% no eren unitats familiars. En el 26,1% dels habitatges hi vivien persones soles el 5,7% de les quals corresponia a persones de 65 anys o més que vivien soles. El nombre mitjà de persones vivint en cada habitatge era de 2,53 i el nombre mitjà de persones que vivien en cada família era de 3,06.
Per edats la població es repartia de la següent manera: un 26,9% tenia menys de 18 anys, un 10,9% entre 18 i 24, un 34,4% entre 25 i 44, un 21,1% de 45 a 60 i un 6,8% 65 anys o més.
L'edat mediana era de 32 anys. Per cada 100 dones de 18 o més anys hi havia 91,1 homes.
La renda mediana per habitatge era de 39.551 $ i la renda mediana per família de 44.318 $. Els homes tenien una renda mediana de 31.553 $ mentre que les dones 21.903 $. La renda per capita de la població era de 16.932 $. Entorn del 7,9% de les famílies i el 8,5% de la població estaven per davall del llindar de pobresa.

## Poblacions més properes
El següent diagrama mostra les poblacions més properes.